# تشارلز جيمس (لاعب دوري الرغبي)
تشارلز جيمس (بالإنجليزية: Charles James)‏ هو لاعب دوري الرغبي نيوزيلندي، ولد في 10 أبريل 1891، وتوفي في 6 أغسطس 1917 في فرنسا.